# Riddell Nunataks
Riddell Nunataks är nunataker i Antarktis. De ligger i Östantarktis. Australien gör anspråk på området.